# Scheveningeni rendszerű verseny
A scheveningeni rendszerű verseny a sakkversenyek egy speciális formája, ahol két csapat játékosai játszanak egymás ellen úgy, hogy az egyik csapat minden játékosa játszik a másik csapat minden játékosa ellen.

## A versenyforma eredete
A versenyforma Hága Scheveningen nevű kerületéről kapta a nevét, mert 1923-ban itt alkalmazták először egy nemzetközi versenyen, ahol Európa legjobb sakkozói játszottak Hollandia mesterei ellen. A verseny érdekessége, hogy az európai válogatottban két magyar (Maróczy Géza és Réti Richárd is játszott. Maróczy az utolsó forduló előtt biztos győztesnek látszott, kilenc mérkőzésből szerzett nyolc pontjával, ekkor azonban vereséget szenvedett az utolsó helyezett versenyzőtől, és így csak a 3–5. helyen végzett. Az európai mesterek erejére jellemző, hogy a legjobb holland versenyző, a későbbi világbajnok Max Euwe 4,5 ponttal összesítésben csak a 10–11. helyen végzett.

## A verseny sorsolása
A verseny sorsolását úgy ejtik meg, hogy minden játékos felváltva játszhasson világos és sötét színnel, és mindkettővel azonos alkalommal (páros számú csapatok esetén). Ennek biztosítása érdekében a sorsolásra előre elkészített táblázatokat használnak.
Egy példa a sorsolásra, hat-hat versenyzőbőlálló csapatok esetén:
- 1. forduló: B1-A1 B5-A2 A3-B4 A4-B2 A5-B3 B6-A6
- 2. forduló: B2-A1 A2-B1 B3-A3 B4-A4 A5-B6 A6-B5
- 3. forduló: A1-B3 A2-B2 B1-A3 B6-A4 B5-A5 A6-B4
- 4. forduló: A1-B4 B6-A2 A3-B5 A4-B1 B2-A5 B3-A6
- 5. forduló: B5-A1 B4-A2 A3-B6 B3-A4 A5-B1 A6-B2
- 6. forduló: A1-B6 A2-B3 B2-A3 A4-B5 B4-A5 B1-A6

## A verseny végeredménye
Az ilyen típusú versenyen egyéni és csapateredményt is hirdetnek. Az egyéni eredményt az egyes játékosok által szerzett pontszám alapján, míg a csapateredményt az egy csapatban játszó játékosok összpontszáma alapján állapítják meg.

## A versenyforma alkalmazása

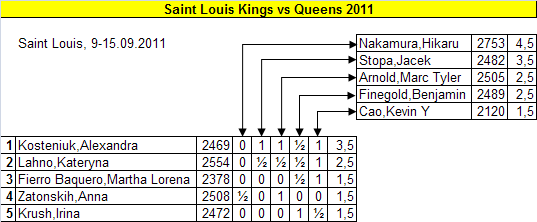
A „Királyok és Királynők” versenyének eredménytáblázata

A sakkversenynek ezt a formáját sok esetben nemzetek közötti csapatmérkőzésként rendezik, gyakran egy nemzet sakkozóinak erőfelméréseként egy erős versenyzőkből összeválogatott csapat ellen, mint például a 2002-ben játszott Oroszország-Világválogatott mérkőzés, hagyománya van Moszkvában az úgynevezett generációs sakkversenynek, ahol tapasztaltabb nagymesterek játszanak fiatal orosz nagymesterek ellen, vagy ugyancsak példa a scheveningeni rendszerű versenyre a 2011-ben Saint Louisban játszott verseny a fiatal amerikai sakkozók és a világ legjobb női sakkozói közötti, „Királyok a Királynők ellen” (Kings vs Queens) összecsapás.
A scheveningeni versenyformát egy időben (legtöbb alkalommal a Szovjetunióban) gyakran alkalmazták normaszerző versenyek esetében, amikor például mesterek játszottak mesterjelöltek ellen, és a norma szerint meghatározott pontszámot elért mesterjelöltek mesteri címet szerezhettek. Ugyancsak gyakori versenyforma volt az Élő-pontrendszer bevezetésének kezdeti időszakában, amikor nemzetközi Élő-pontszámmal még nem rendelkező versenyzők játszottak Élő-pontszámmal már rendelkező versenyzők ellen.